# La Folie douce
Ne pas confondre avec l'entreprise La Folie douce
Pour plus de détails, voir Fiche technique et Distribution.
La Folie douce est un film français réalisé par Frédéric Jardin, sorti en 1994.

## Synopsis
Chaque soir, Édouard, animateur radio, console ses auditeurs de leurs histoires de cœur et de sexe, et fait de même avec ses amis. Cette manie de s'occuper des affaires des autres provoque des catastrophes en série. Édouard tente alors de réconcilier tous ses amis qui se déchirent, mais le départ de Lotte, son amour de jeunesse, lui ôte son goût de vouloir toujours recoller les morceaux...

## Fiche technique
- Titre français : La Folie douce
- Réalisation : Frédéric Jardin
- Scénario : Frédéric Jardin et Fabrice Roger-Lacan
- Photographie : Christophe Pollock
- Montage : Catherine Quesemand
- Pays d'origine : France
- Format : Couleurs
- Genre : comédie
- Durée : 90 minutes
- Date de sortie : 1994

## Distribution
- Géraldine Pailhas : Louise
- Bernard Verley : Landrieu
- Édouard Baer : Edouard
- Isabelle Nanty : Gloria
- Sava Lolov : Eric
- Joseph Malerba : Josef
- Cristina Cascardo : Vera
- Emmanuelle Lepoutre : Lotte
- Virginie Ledoyen : Charlie Léger
- Benjamin Kraatz : Roman
- Patrick Mille : Le technicien à Radio Nova
- Caroline Champetier : La femme pas commode
- Dolores Chaplin : La starlette Deodado
- Christian Louboutin : Louboutin
- Alain Weill : Conrad
- Jeanne Balibar : Madeleine
- Paolo Roversi : Leo